# プロ修斗選手一覧
プロ修斗選手一覧は、プロ修斗において、現在または過去に活動していた選手を階級別に表した一覧である。

## ストロー級（-52.2kg）
2014年12月までは-52kg。2017年1月よりフライ級から階級名変更。
- ATCHアナーキー
- 阿部博之
- 新井丈
- 猿丸ジュンジ
- 田原しんぺー
- 天風ゆうすけ
- 春崎武裕
- 室伏カツヤ
- 室伏シンヤ
- ヒートたけし
- ランバー・ソムデートM16
- 吉岡広明
- マッチョ"ザ"バタフライ
- オニボウズ

## フライ級（-56.7kg）
2014年12月までは-56kg。2017年1月よりバンタム級から階級名変更。
- 赤木康洋
- 安芸柊斗
- 秋本じん
- 坂本光広（現・KROSS×OVER代表）
- 阿部マサトシ
- 井口攝
- 生駒純司
- 漆谷康宏
- 久保山誉
- 下川雄生
- 正城ユウキ
- 菅原雅顕
- ストニー・デニス
- 征矢貴
- 高橋大児
- 飛猿NO.2
- BJ
- 廣野剛康
- 福田龍彌
- マモル
- ホビソン・モウラ
- 松藤裕晴
- 神酒龍一
- 森卓也
- ランボー宏輔
- リチャード・ナンクー

## バンタム級（-61.2kg）
2014年12月までは-60kg。2017年1月よりフェザー級から階級名変更。
- 池田久雄
- 上田将勝
- 植松直哉
- 魚井フルスイング
- 梅村寛
- 扇久保博正
- 大石真丈
- 大沢ケンジ
- 岡嵜康悦
- 岡田遼
- 勝村周一朗
- 加藤ケンジ
- 倉本一真
- 木暮聡
- KODO
- 佐々木憂流迦
- 佐藤将光
- ジェレミー・ボルト
- 塩沢正人
- ジョゼ・アルド
- ダニエル・リマ
- 田澤聡
- 田中寛之
- 徹肌ィ郎
- 野中公人
- 外薗晶敏
- ホジソン・ホシャ
- 堀口恭司
- 松根良太
- マルコ・ロウロ
- ミゲール・トーレス
- 水垣偉弥
- 山本篤
- ライアン・アッカーマン

## フェザー級（-65.8kg）
2014年12月までは-65kg。2017年1月よりライト級から階級名変更。
- 青井人
- 朝日昇
- 阿部裕幸
- アレッシャンドリ・フランカ・ノゲイラ
- アントニオ・カルバーリョ
- 石川真
- 石渡伸太郎
- ウィッキー聡生
- 植松直哉
- 碓氷早矢手
- エリカス・ペトライティス
- 門脇英基
- 斎藤裕
- SASUKE
- 佐藤ルミナ
- ジェフ・カーラン
- ジェンス・パルヴァー
- ジャックナイフツネオ
- ジョー・ピアソン
- ジョン・ホーキ
- ステファン・パーリング
- 孫煌進
- 高谷裕之
- 巽宇宙
- 田村彰敏
- 土屋大喜
- 戸井田カツヤ
- トム・ニーニマキ
- 中原太陽
- 中村"アイアン"浩士
- バオ・クァーチ
- バレット・ヨシダ
- ファービオ・メーロ
- 不死身夜天慶
- 日沖発
- 矢地祐介
- 山本"KID"徳郁
- リオン武

## ライト級（-70.3kg）
2014年12月までは-70kg。2017年1月よりウェルター級から階級名変更。
- アーロン・ライリー
- 石田光洋
- ウエタユウ
- 臼田育男
- 宇野薫
- 帯谷信弘
- エルメス・フランカ
- 遠藤雄介
- 風田陣
- 鹿又智成
- 加藤鉄史
- カーロス・ニュートン
- カルター・ギル
- 火若津将軍
- 川尻達也
- 九平
- ギルバート・メレンデス
- 五味隆典
- 児山佳宏
- 佐々木信治
- ジェシアス・カバウカンチ
- ジャスティン・ブルックマン
- 杉江"アマゾン"大輔
- タクミ
- ダニーロ・シェアマン
- 天突頑丈
- 冨樫健一郎
- 中井祐樹
- 中蔵隆志
- ビトー・ヒベイロ
- 廣田瑞人
- 福本よう一
- 藤原正人
- 星野大介
- 朴光哲
- マーシオ・クロマド
- 美木航
- 三島☆ド根性ノ助
- 村濱天晴
- ヤニ・ラックス
- 山崎剛
- ヨアキム・ハンセン
- 雷暗暴
- ルイス・ブスカペ・ジュニオール
- レイ・クーパー
- 岡野裕城
- 渡部優一

### ウェルター級（-77.1kg）
2014年12月までは-77kg。2017年1月よりミドル級から階級名変更。
- 青木真也
- アンデウソン・シウバ
- 池本誠知
- 奥野泰舗
- キース・ウィスニエウスキー
- 菊地昭
- クリス・ブラウン
- クリス・ライトル
- コロ・コカ
- サウリ・ヘイリモ
- 桜井"マッハ"速人
- サム・モーガン
- ジェイク・シールズ
- 高木健太
- デイビッド・バロン
- デイブ・メネー
- デション・ジョンソン
- デリック・ノーブル
- 中尾受太郎
- 新美吉太郎
- 中村K太郎
- 弘中邦佳
- マーク・モレノ
- 山崎昭博
- ルイス・ベソウロ・ジュニオール
- ロナルド・ジューン
- 葉山智昭

## ミドル級（-83.9kg）
2014年12月までは-83kg。2017年1月よりライトヘビー級から階級名変更。
- アンジェロ・ポポフスキー
- イーゲン井上
- イワン・バッチマン
- カーティス・スタウト
- 川口健次
- ギデオン・レイ
- 郷野聡寛
- 桜井隆多
- 佐々木有生
- シアー・バハドゥルザダ
- ジェイソン・ブラック
- ショーニー・カーター
- ジョン・フィッチ
- ジョン・レンケン
- スコット・ヘンジー
- 須田匡昇
- 竹内出
- ダスティン・デニス
- ターレス・レイチ
- デビッド・ベルクヘーデン
- ブライアン・エバーソール
- 本間聡
- マルタイン・デヨング
- 村山暁洋
- 山下志功
- 山田学
- 余膳正志
- エリック・パーソン

## クルーザー級 (-91kg)
- アマロ・ダ・シウバ
- アレックス・スティーブリング
- ケツティス・スミルノーヴァス
- サム・ネスト
- ファラニコ・ヴァイタレ
- ボビー・レイマン

## ヘビー級（-120.2kg）
2014年12月までは-100kg。
- エンセン井上
- ソア・パラレイ
- ミカ・イルメン
- ミンダウガス・クリカウスキス
- ユノラフ・エイネモ

## スーパーヘビー級 (+100kg)
- ガブリエル・ナパオン
- ヴァルター・アバ
- アリスター・オーフレイム